# Fabrizio Romano
Fabrizio Romano (Nàpols, 21 de febrer de 1993) és un periodista esportiu italià especialitzat en els fitxatges en el món del futbol. Ha aconseguit reunir més de diset milions de seguidors a Twitter, i hom el considera el periodista més fiable pel que fa a les informacions del mercat futbolístic.

## Carrera
Romano va néixer a Nàpols, Itàlia el 21 de febrer de 1993. La seva carrera com a periodista va començar a l'edat de 18 anys, després de rebre informació d'un agent sobre el Futbol Club Barcelona. Des que treballa amb Sky Sports, empresa amb la qual va signar el seu primer contracte amb 19 anys, ha creat i construït contactes amb clubs, jugadors, agents i intermediadores en tot Europa. Romano també treballa com a reporter per a The Guardian.
D'acord amb la revista 90min, Fabrizio és un dels periodistes més de confiança en les noves notícies sobre les transferències en el món del futbol. Romano també és escriptor per a CBS Sports.

## Vida personal
A més de ser seguidor de l'equip anglès Watford FC, Romano domina l'idioma italià, anglès, espanyol i portuguès.